# セレニティ (コティペルトのアルバム)
『セレニティ』(Serenity)は、フィンランドのヘヴィメタルバンド、ストラトヴァリウスのヴォーカリストであるティモ・コティペルトがコティペルト名義で2007年に発売したソロアルバム。

## 収録曲
1. ワンス・アポン・ア・タイム - Once Upon A Time
2. スリープ・ウェル - Sleep Well
3. セレニティ - Serenity
4. キング・アンティ・ミダス - King Anti-Midas
5. シティ・オヴ・ミステリーズ - City Of Mysteries
6. エンジェルズ・ウィル・クライ - Angels Will Cry
7. アフター・ザ・レイン - After The Rain
8. ミスター・ノウ・イット・オール - Mr Know-It-All
9. ドリームズ・アンド・リアリティ - Dreams And Reality
10. ラスト・ディフェンダー - Last Defender
11. スリープ・ウェル（アコースティック・ヴァージョン） - Sleep Well (Acoustic Version) ※
12. セレニティ（アコースティック・ヴァージョン） - Serenity (Acoustic Version) ※

※日本盤ボーナス・トラック 

## 参加ミュージシャン
- Timo Kotipelto - lead vocals
- Tuomas Wainola - Guitar
- Lauri Porra - Bass
- Janne Wirman - Keyboards
- Mirka Rantanen - Drums